# 潮干狩図
潮干狩図（しおひがりず）とは、江戸時代後期の浮世絵師、葛飾北斎による肉筆画である。1997年6月30日に北斎の作品として初めて重要文化財に指定された。文化年間ごろに制作されたと見られ、右下落款には朱文長方印の「亀毛蛇足」と「葛飾北斎」の署名がなされている。浜辺で潮干狩りに興じる人々が描かれており、遠方にはわずかに富士山が見える。

## 制作年
本作品の制作年は不明であるが、落款に使用された亀毛蛇足印の損耗状態によりその推察が行われている。落款に亀毛蛇足印が使用された作品は五十数点が確認されている。亀毛蛇足印は享和3年（1803年）に刊行された狂歌絵本『夷歌 月微妙』にその使用が認められており、この時点で印章の左上部分の欠落が確認できることから、欠落の有無によってある程度の年代の考察が可能となっている。また、『鯉魚図』に記された識語から、文化10年（1813年）にこの印章を葛飾北明に譲り渡していることが知られており、ここまでの期間で制作された作品に使用されたということになる。
『潮干狩図』に使用された亀毛蛇足印は左上の欠落に加えて四周の欠損が相当に目立つ状態となっており、かなりの損耗が認められる。これらの印章の状態と「葛飾北斎」署名の組み合わせから、美術史家の浅野秀剛は文化3、4年から文化7、8年ごろと推察している。一方『葛飾北斎年譜』を刊行した浮世絵研究家の永田生慈は、本作品の制作年を文化10年（1813年）ごろと推定している。

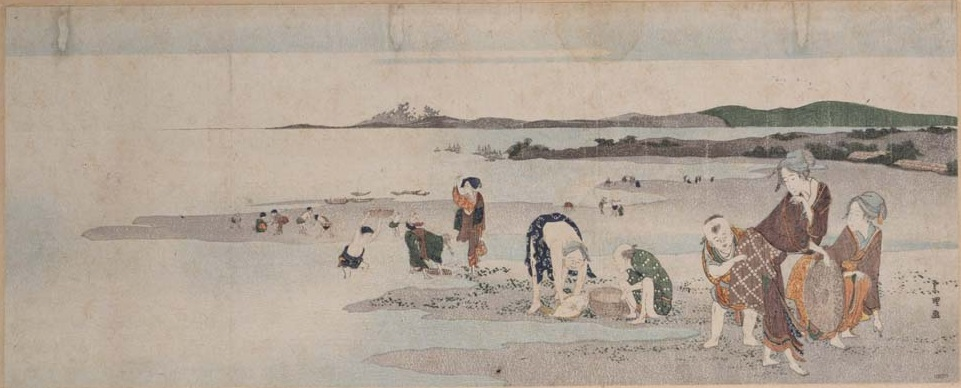
ほぼ同じ構図で描かれた摺物『汐干狩』（東京国立博物館所蔵）

## 作品
潮干狩りは旧暦3月3日の節句の代表的な行事であることから、春の浜辺の様子を描いたものと考えられる。手前に描かれる潮干狩りを楽しむ人々のうち、着物を着た女性三人はその服装と眉の描き分けから年齢差を的確に表現しており、右端に写る眉をそり落とした年配の女性が、黒い小袖を着た年長の娘と桜柄の振袖を着た若い娘を連れてきたことがうかがえる。左側手前に写る子供たちは貝を掘る手元に集中している様が映し出されており、場面に緊張感を生じさせる構成になっている。制作年代的には宗理風の様式を確立させた以降となり、北斎独自の女性描写が見えるものの、文化年間後期から徐々に顕著になっていく退廃的な雰囲気は見られない。
左上にわずかに富士山が眺望できる景観であるが、創作地域の可能性もあり特定には至っていない。三保の松原を思わせる松が描き込まれていることから、駿河湾の海岸風景であると推察する説や、東京国立博物館が保有する摺物『汐干狩』と同じ構図であることなどから品川沖の海岸風景であるとする説などがある。
| 左『冨嶽三十六景』「登戸浦」右『千絵の海（英語版）』「下総登戸」 |  | 左『冨嶽三十六景』「登戸浦」右『千絵の海（英語版）』「下総登戸」 |
| 左『冨嶽三十六景』「登戸浦」 右『千絵の海』「下総登戸」          |  |                                                                  |

本作品の風景描写に用いられている濃紺の空や沸き上がるようなちぎれ雲、山の濃淡による遠景表現といった描画技法は、司馬江漢らによって喧伝された洋風画の影響が見られる。また、人物の手足にも洋風画の影響を受けた特徴が確認できる。
こうした特徴から、北斎の描く美人画や細やかな風俗描写と洋風画を取り入れた風景描写が融合した稀有な作品として高く評価されている。
潮干狩りを題材とした作品としては、東京国立博物館やシカゴ美術館などの複数の美術館に遺存している狂歌絵本や摺物に加えて、後年の天保年間に制作された浮世絵『千絵の海』「下総登戸」や『冨嶽三十六景』「登戸浦」など、多数の作例が挙げられる。北斎は文化3年（1806年）6月ごろに木更津近辺を探訪した記録が残されており、この頃に見た風景を基に一連の潮干狩りをテーマとした作品を制作した可能性が指摘されている。
個人の蒐集家からの寄贈を受けて大阪市博物館機構が運営する大阪市立美術館に収蔵された。2016年、大阪市立美術館の開館80年を記念して開催された展示会「壺中之展」に向けて修復が行われ、同展示会で修復後初公開された。